# کریگ داوسون
کریگ داوسون (انگلیسی: Craig Dawson؛ زادهٔ ۶ مهٔ ۱۹۹۰) بازیکن فوتبال اهل انگلستان است.